# Волгоградский трамвай
Волгогра́дский трамва́й — трамвайная система в Волгограде, открытая 27 марта (9 апреля) 1913 года.
Эксплуатируется организацией АО «Электротранспорт Плюс» с 2023 года.

## История

### Появление и развитие трамвайного движения
В апреле 1913 года в Царицыне появился электрический трамвай. Трамваи уже были в 36 губернских городах Российской империи, однако из уездных именно Царицын стал первым городом, получившим рельсовый транспорт. Все 17 трамваев были отечественными, изготовленными на Мытищинском машиностроительном заводе.
Городским головой в Царицыне тогда был Иван Пятаков, и он же — председателем комиссии по осуществлению в Царицыне электрических предприятий: трамвая, освещения и лесотаски. При нём началась разработка проекта строительства трамвая, именно его подпись стоит на облигациях 4-го городского займа. В его доме на углу Петровской и Царицынской улиц расположилась контора бельгийского «Центрального электрического общества в Москве», которому предполагалось сдать в концессию строительство городских электросооружений. В Российской империи тогда работало несколько десятков бельгийских трамвайных обществ.
Однако после переговоров с бельгийцами городское самоуправление приняло решение строить трамвай на собственные средства. Для этого в 1904 году был выпущен 5-процентный облигационный заём на 1,5 миллиона рублей. Таким образом удалось обойтись без привлечения иностранного капитала, и Царицын стал первым уездным городом Российской империи, самостоятельно построившим трамвай.
Для строительства трамвая в Царицын был приглашён инженер Владимир Радциг. Радциг работал самоотверженно, вникал во все детали, обращал внимание и на затраты — по возможности снижал расходы, внедрял новые технологии. Провожали его очень тепло: «Служащие и рабочие, узнав о моём уходе, поднесли мне очень тёплый адрес. Городская управа, узнав об этом, вместе с трамвайной комиссией тоже поднесли мне адрес и устроили прощальный ужин в местной гостинице, на котором городской голова дирижировал женским хором, певшим в этом ресторане. Когда я уезжал, на вокзал пришли все работники трамвая и станции, свободные от работы» (из книги Радцига В. А. «Воспоминания энергетика»). А между тем Радцига на этой должности могло и не быть: «Как я узнал от своих знакомых гласных, причиной не приглашения меня было опасение, что, может быть, я окажусь евреем, а дума-то была черносотенной. Недаром в Царицыне тогда неистовствовал монах Илиодор! Когда же у них сбежал инженер, то многие гласные вспомнили, что здесь, в Царицыне, дважды работал очень хороший инженер В. А. Радциг, строивший сначала от завода Бари первые нефтяные баржи, а другой раз от завода Бромлея городской водопровод. И был он настоящим русским немцем, чистым москвичом и очень хорошо и в больших количествах умел пить русскую водку. После этого сомнения отпали, и мне послали приглашение» (из книги Радцига В.А. «Воспоминания энергетика»)
Пуск трамвая состоялся 9 апреля 1913 года. В этот день ожидалась песчаная буря, и, чтобы трамвай не сошёл с рельсов, все дворники города стояли вдоль путей и подметали их. Первый трамвайный маршрут пролегал от [[Тихорецкого вокзала в центр города. За первый день выручить удалось 325 рублей.
Первая трамвайная линия протянулась на 10 километров — с Тихорецкого вокзала до станции [[Царицын. Маршрут включал 22 остановки. Первый трамвайный парк был построен в Зацарицынской части города — на улице Сердобской (сейчас это улица КИМ). Здесь же располагались мастерские и различные службы.

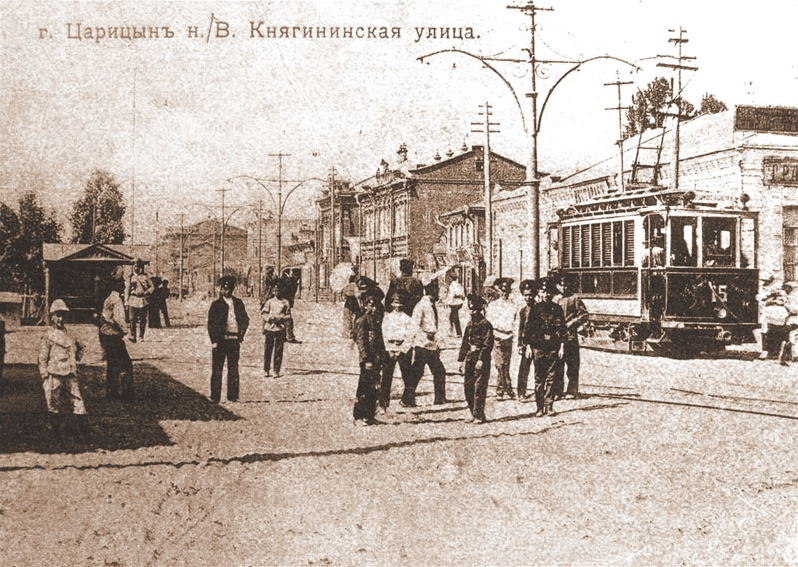
Трамвай на улице Княгининская (ныне улица Рабоче-Крестьянская) в Царицыне, 1914 год

Постепенно трамвай становился самым популярным способом передвижения, к тому же он был дешевле поездок на извозчике. Один билет стоил пять копеек. В 1914 году он подорожал на копейку, которая шла на нужды войны.
Гражданская война в Царицыне сильно навредила трамвайному хозяйству. Однако уже в августе 1920 года было восстановлено трамвайное движение от центра до завода ДЮМО («Красный Октябрь»), затем — от центра до вокзала Сталинград-II.
По мнению волгоградского коллекционера Алексея Авчухова, примерно в 1925 году у трамвая появились свои деньги — так называемые боны. Боны сталинградского трамвая использовались для размена. В 1924 году в СССР проходила денежная реформа, которая способствовала укреплению рубля. Вновь вернулся золотой червонец. Он представлял собой огромные деньги, высоко котировался за рубежом, но внутри страны приносил больше неудобств — его невозможно было разменять. В целом в стране не хватало разменных денег. Пытаясь выйти из разменного кризиса, некоторые города стали выпускать свои денежные суррогаты. Правительство жёстко пресекало эти попытки, приравнивая их к фальшивомонетничеству. Но трамвай не мог останавливать свою работу и, жёстко нуждаясь в разменной монете, обзавёлся своими разменными денежными знаками. Боны печатались в Ленинграде на простой серой бумаге без водяных знаков и выдавались в трамвае на сдачу. Ими же можно было рассчитаться за проезд и, предположительно, обменять обратно на деньги у кондуктора. Исследователь предполагает, что городские власти знали об этом явлении, но закрывали глаза, чтобы не мешать работе трамвая. Когда разменный кризис миновал, о бонах благополучно забыли. Да так, что найти сейчас какие-либо подтверждения их существования почти невозможно.
В 1929 году в Сталинград стали поступать вагоны серии Х Мытищинского машиностроительного завода, которые использовались на маршрутах города до 1967 года.
Накануне Великой Отечественной войны сталинградский трамвай был одним из крупнейших хозяйств города и работал без убытков. Во время войны в мастерских трамвайного парка освоили военное производство — делали снаряды к 45-миллиметровым противотанковым орудиям.
Трамвай в Сталинграде продолжал работать до 23 августа 1942 года — дня самой массированной бомбардировки города. Во время Сталинградской битвы трамвайное хозяйство было уничтожено полностью.
Уже 28 января 1943 года, за три дня до капитуляции фельдмаршала Паулюса, по сталинградскому трамвайному тресту был издан приказ о его работе. В декабре 1943 года по маршруту «Центр города — завод «Красный Октябрь» отправился первый восстановленный вагон.
В Красноармейском районе трамваи появились в ноябре 1958 года. Первым маршрутом был 11.
В 1959 году при строительстве проспекта им. Сталина (сейчас проспект им. Ленина) трамвайное кольцо с Октябрьской площади перенесли на улицу им. 13-й Гвардейской Дивизии — сейчас там находится музей-панорама «Сталинградская битва».
В конце 1950-х годов в Сталинграде было 11 трамвайных маршрутов.
В 1967 году началось строительство музея-панорамы, и трамвайное кольцо переместилось севернее — на пустырь улицы им. 7-й Гвардейской дивизии. Оно сохранилось до сих пор, но в постоянном режиме не используется.
В 1978 году трамвайное движение с проспекта им. Ленина перенесли на нынешнюю улицу Чуйкова, а в 1985 году когда оно было закрыто там и ещё на нескольких улицах: Краснознаменской, Советской, Наумова.
В 1984 году в Волгограде открыли линию скоростного трамвая.
В 2023 году стартовала масштабная программа модернизации трамвайной сети города при поддержке ВЭБ.РФ. В апреле 2024 года в Волгоград привезли первые трамваи модели 71-911ЕМ «Львёнок». До конца года привезти остальные 50 трамваев 71-911ЕМ «Львёнок» и 12 трамваев 71-932 «Невский».

### Хронология развития трамвайной сети
1931 год
Открыта новая трамвайная линия:
- Рабоче-Крестьянская ул. от Баррикадной ул. до пос. Нижняя Ельшанка

1936 год
В Сталинграде работало 8 трамвайных маршрутов.
| №  | Конечные                              | Конечные        |
| -- | ------------------------------------- | --------------- |
| 1  | вокзал ст. Сталинград II              | Октябрьская пл. |
| 2  | Красные казармы (через ул. Невскую)   | Октябрьская пл. |
| 3  | завод «Красный Октябрь»               | Октябрьская пл. |
| 4  | лесозаводы им. Куйбышева (Ельшанка)   | Октябрьская пл. |
| 5  | Красные казармы (через ул. Ладожскую) | Октябрьская пл. |
| 6  | 1-я совбольница                       | Октябрьская пл. |
| 7  | Аэродром                              | Октябрьская пл. |
| 10 | Разгуляевка                           | Октябрьская пл. |

1943 год
26 декабря началось восстановление трамвайного хозяйства в Сталинграде. Открыт первый послевоенный восстановленный участок:
- Республиканская ул. (просп. Ленина) от Центрального рынка до завода «Красный Октябрь»

На восстановленной линии открыт маршрут 3 "Октябрьская пл. — завод «Красный Октябрь».
1944 год
6 ноября завершено восстановление трамвайной линии:
- Республиканская ул. (просп. Ленина), ул. Ленина, Советская ул., Рабоче-Крестьянская ул., от Центрального рынка до пл. Куйбышева

На восстановленной линии открыт маршрут 4 «Октябрьская пл. — Ельшанка».
1945 год
25 августа открыто трамвайное движение по восстановленной линии до Тракторного завода:
- Республиканская ул. (просп. Ленина) от завода «Красный Октябрь» до Сталинградского Тракторного завода

Продлевается маршрут 3 «Октябрьская пл. — СТЗ».
1947 год
31 декабря запущено движение на восстановленном участке:
- Краснознаменская ул., Голубинская ул., Ангарская ул. от Советской ул. до школы № 36

Открыт маршрут 2 «Октябрьская пл. — Советская больница».
1948 год
3 ноября восстановлено движение вагонов в сторону Сталинграда-2:
- Баррикадная ул., ул. Буханцева, от Рабоче-Крестьянской ул. до Радомской ул.

Возобновляет работу маршрут 1 «Октябрьская пл. — Дар-гора».
1958 год

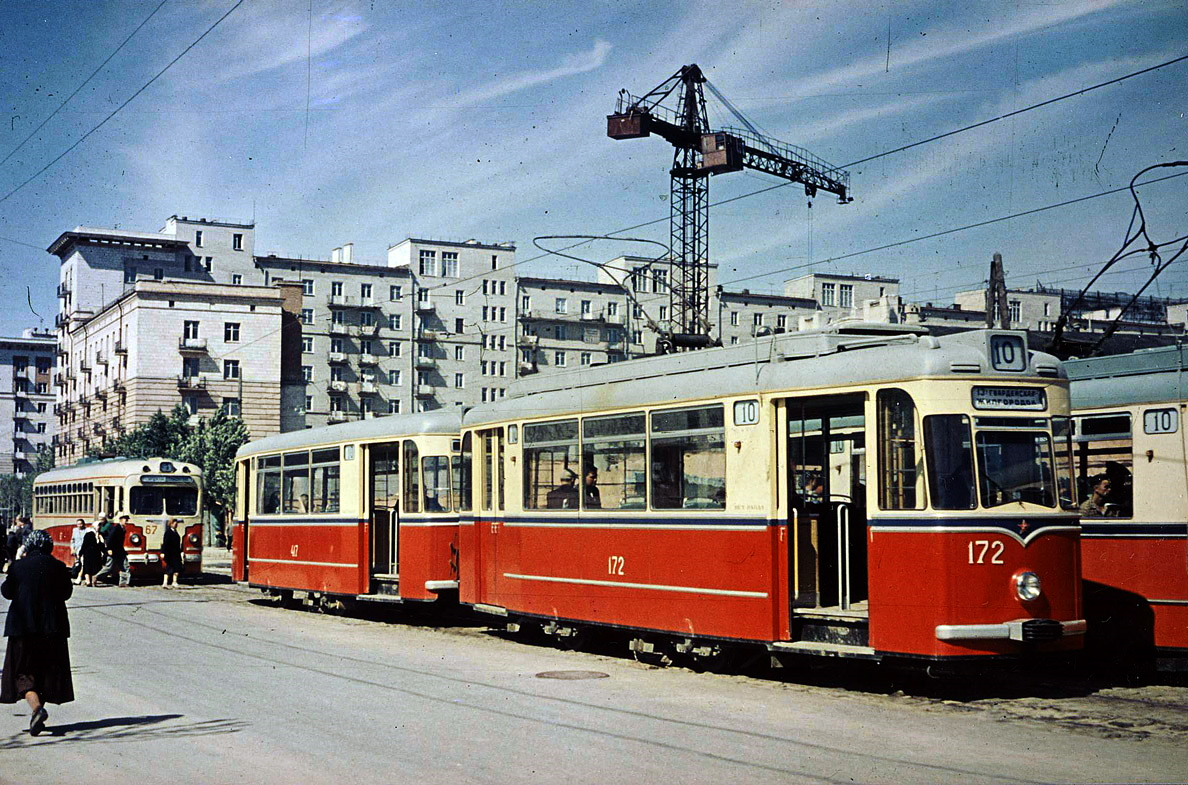
Трамваи Gotha T59E+B59E и МТВ-82 на улице Советская, 1961 год

7 Ноября. Открыто движение по автономной Красноармейской сети. Пущен трамвайный маршрут № 11.
1959 год
2 сентября вступила в строй новая трамвайная линия в район СХИ:
- ул. Череповецкая, ул. Кабардинская, ул. Шефская, ул. Казахская, от ул. Чинарской до пересечения с Университетским проспектом, где установлено разворотное кольцо

С постройкой новой линии открыт маршрут 5 «ул. Гродненская — СХИ».
1962 год
16 августа введена в эксплуатацию новая линия:
- ул. Поддубного, ул. Верхоянская, ул. Хользунова, от ул. Богунской до ул. Александра Матросова

Продлевается маршрут 9 «ВгТЗ — ул. Александра Матросова».
1964 год
29 августа закрыта трамвайная линия:
- Рабоче-Крестьянская ул. от ул. КИМ до пос. Нижняя Ельшанка

С ликвидацией линии закрывается маршрут 4.
1968 год
23 января в связи с постройкой музея-панорамы «Сталинградская битва», построено разворотное кольцо на пересечении улицы 7-й Гвардейской и проспекта Ленина. Кольцо на пересечении ул. Советская и ул. 13-й Гвардейской вскоре было демонтировано.
Внесены изменения в маршрутную сеть:
- 1 «ул. 7-я Гвардейская — ул. Мончегорская» — продлён;
- 2 «ул. 7-я Гвардейская — Школа № 36» — продлён;
- 8 «ул. 7-я Гвардейская — ВгТЗ» — сокращён;
- 10 «ул. 7-я Гвардейская — Жилгородок» — сокращён.

В середине года в результате падения вагона в районе старого Астраханского моста, решено прекратить движение на участке:
- Старый Астраханский мост, ул. Калинина, ул. Циолковского, от Краснознаменской ул. до ул. КИМ

Одновременно построена новая соединительная линия:
- ул. Буханцева от Баррикадной ул. до Голубинской ул.

Маршрут 1 начинает курсировать по новой трассе через ул. Буханцева и ул. Краснознаменскую.
1975 год
6 ноября проложена новая линия в район Обувной фабрики:
- ул. Электролесовская, от ул. Краснопресненской до ул. 50 лет ВЛКСМ

Продлён маршрут 3 «ул. КИМ — Обувная Фабрика».
1977 год
1 июля закрыто трамвайное движение на участке:
- шоссе Авиаторов от Исторической ул. до Моторного завода

С закрытием линии отменён маршрут 5.
1978 год.
25 мая вновь открыт маршрут 5, но в изменённый границах «Радомская ул. — Жилгородок», 4 октября организован маршрут 4 «ул. 7-й Гвардейской Дивизии — Обувная фабрика».
1981 год
21 сентября открыт новый маршрут 6 «Школа № 36 — Радомская ул.».
1984 год
16 октября введён в строй маршрут 7 «ул. КИМ — Мончегорская ул.».
5 ноября открыта 1-я очередь линии скоростного трамвая с двумя подземными станциями («Площадь Ленина», «Комсомольская») и одной надземной («Пионерская»), с разворотной петлёй на Площади Чекистов. Организован новый трамвайный маршрут СТ «ВгТЗ — пл. Чекистов».
1985 год
26 июля закрыто движение трамваев в центре города:
- Краснознаменская ул., Советская ул., ул. Наумова, ул. Чуйкова от ул. 10-й Дивизии НКВД до ул. 7-й Гвардейской Дивизии

С ликвидацией линии в центре города образовывается три независимые трамвайные системы. Построено новое кольцо у Детско-юношеского центра для оборота сокращённых маршрутов:
- 1 «Детский центр — ул. Мончегорская»;
- 2 «Детский центр — Школа № 36»;
- 4 «Детский центр — Обувная фабрика»;
- 10 «Детский центр — Жилгородок».

3 октября открыт маршрут 12 «Жилгородок — Школа № 36».
1986 год
16 августа в связи со строительством жилого дома закрывается и демонтируется участок:
- Шефская ул., Казахская ул. от ул. Сухова до Новосибирской ул.

Трамвайное движение переносится на новый построенный участок:
- ул. Сухова, Новосибирская ул. от Шефской ул. до Казахской ул.

С переносом трамвайного движения маршруты 3 и 4 следуют по новому участку.
1989 год
16 ноября построено разворотное кольцо на пересечении проспекта Ленина и ул. Генерала Штеменко. Открыт новый маршрут 13 «Стадион „Монолит“ — ул. Александра Матросова» (по укороченной трассе маршрута 9).
1992 год
Из-за нехватки подвижного состава закрыты маршруты 6 и 7.
1995 год
25 октября отменён трамвайный маршрут 12.
1 декабря введена в строй новая трамвайная линия в районе Жилгородка:
- ул. 51-й Гвардейской Дивизии, ул. Космонавтов от Лицея № 7 до пр. Дорожников

Новая конечная остановка получила название «Жилгородок», а бывшая конечная — «Молодёжный центр „Россия“». С постройкой трамвайной линии продлены маршруты:
- 5 «Радомская ул. — Жилгородок»;
- 10 «Детский центр — Жилгородок».

2000 год
29 сентября возобновлено движение маршрута 12 в прежних границах «Жилгородок — Школа № 36».
2002 год
28 августа после длительного перерыва вновь открыт маршрут 6 «ул. КИМ — Школа № 36».
2003 год
13 мая возобновлён маршрут 7, но в изменённых границах «ул. КИМ — Жилгородок».
2011 год

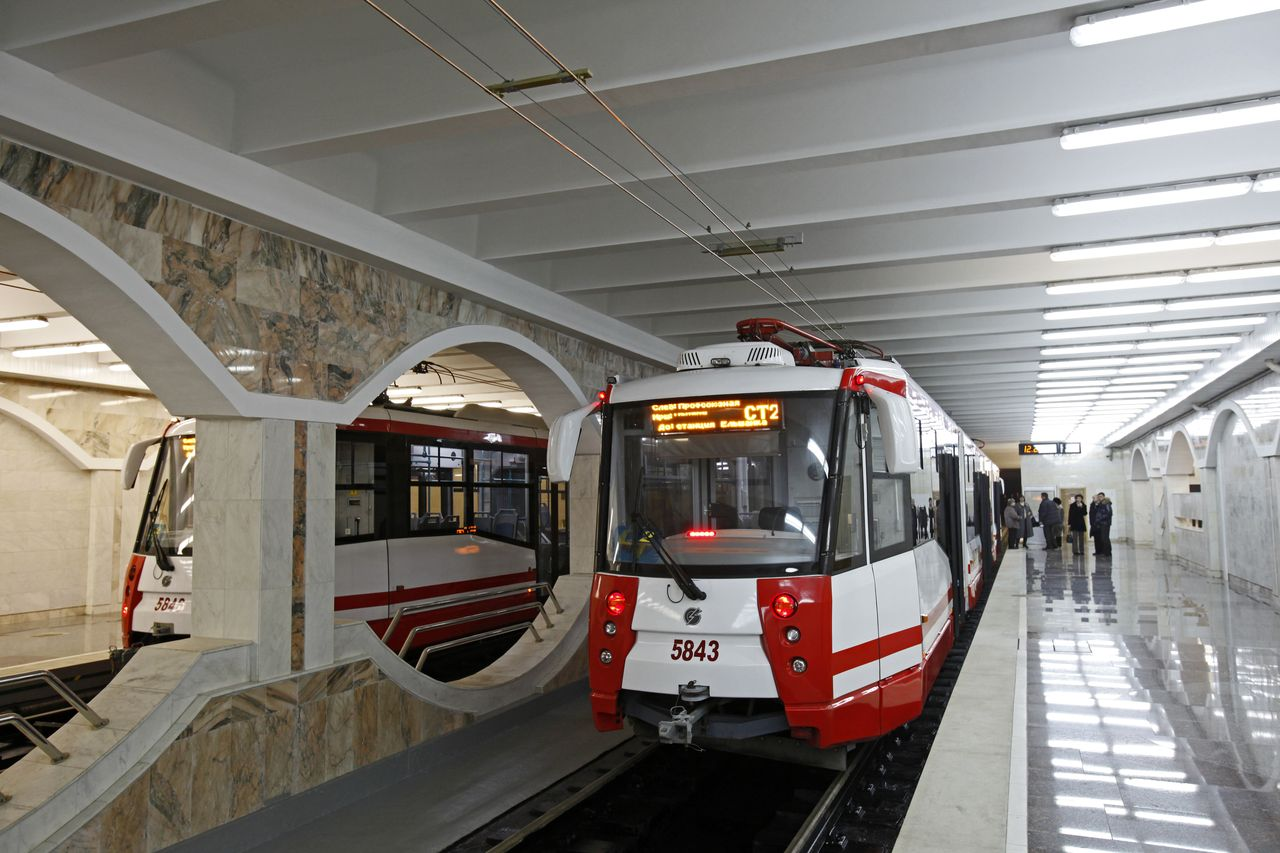
Трамвай ЛВС-2009 на станции «Ельшанка» в день открытия

1 декабря открывается 2-я очередь скоростного трамвая, включающая в себя полностью подземный участок от станции «Пионерская» до станции «Ельшанка». Из-за нехватки двухстороннего подвижного состава маршрут СТ «ВгТЗ — пл. Чекистов» не был продлён до новой конечной станции «Ельшанка». В связи с этим организовывается новый трамвайный маршрут СТ-2 «Ельшанка — Стадион „Монолит“», обслуживающийся исключительно двухсторонними трамвайными вагонами.
2018 год

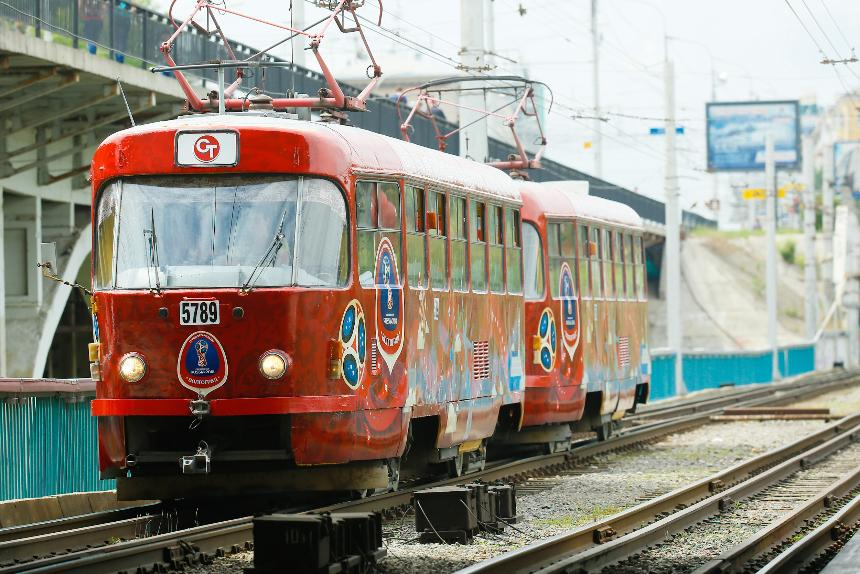
Трамвай Tatra T3 с рекламой Чемпионата мира по футболу 2018 года

Трамвай МТТА-2 подъезжает к станции «Стадион „Волгоград арена“»

16 февраля было объявлено о передаче из Москвы 33 подержанных модернизированных вагонов МТТА-2 в Волгоград.
12 марта получены первые вагоны 71-623-03 Усть-Катавского вагоностроительного завода имени С. М. Кирова.
13 апреля завершено строительство трамвайного съезда перед остановкой "ТРК «Европа» необходимого для введения в строй маршрута Т-1 «Ельшанка — ТРК „Европа“» на период проведения тестовых матчей и матчей в рамках ЧМ-2018 по футболу на стадионе «Волгоград Арена».
26 апреля получены первые подержанные модернизированные вагоны МТТА-2 из Москвы (модификация Tatra T3 с дверями по обоим бортам).
9 июля маршрут СТ-2 продлён до ВгТЗ, маршрут СТ «ВгТЗ — пл. Чекистов» становится вспомогательным.
2020 год

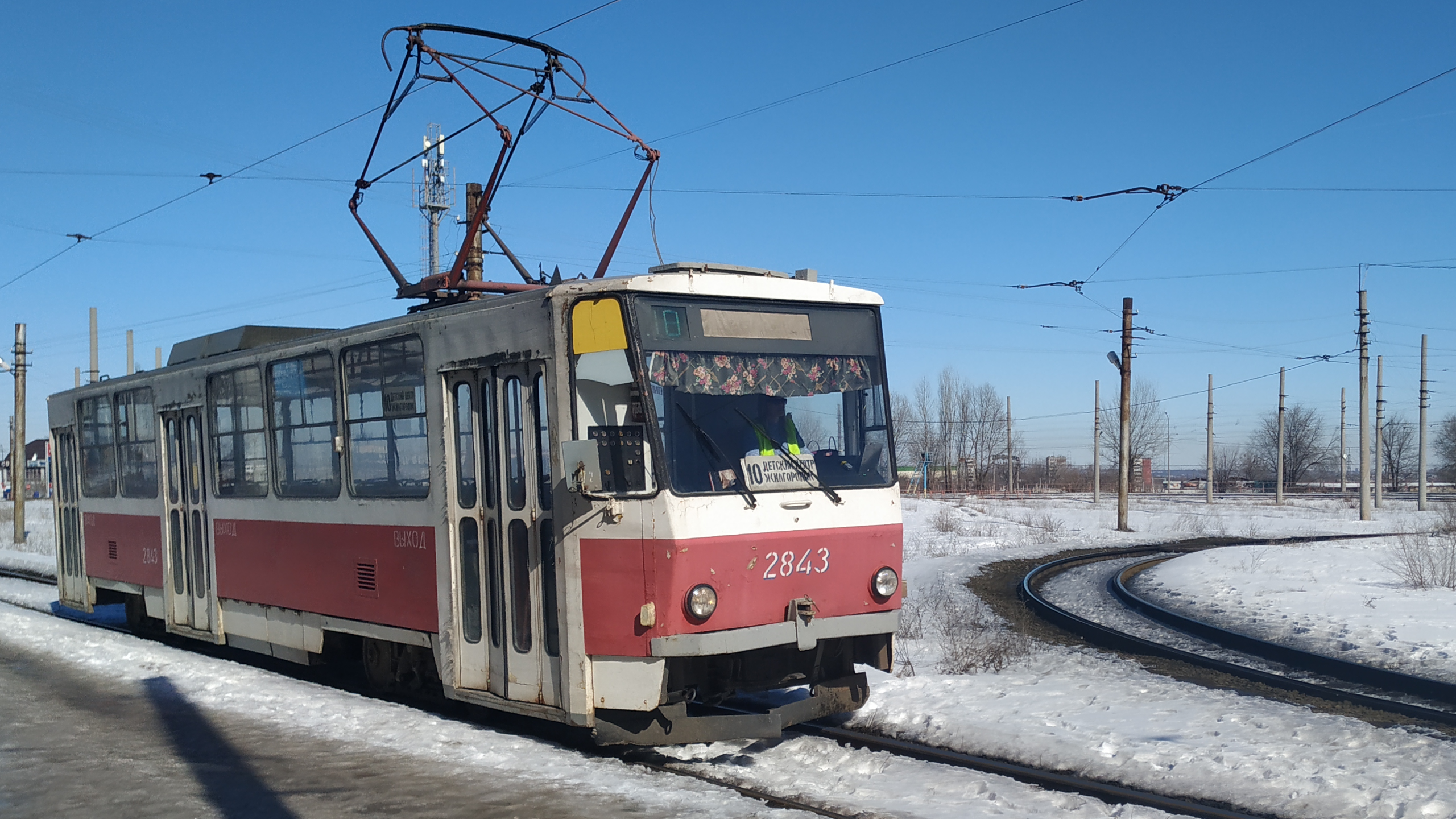
Трамвай Tatra T6 на маршруте № 10 (разворотное кольцо «Жилгородок»)

1 апреля в связи с пандемией временно прекратили работу все трамвайные маршруты, кроме 11.
С 7 апреля по 17 июня возвращается движение по многим маршрутам:
- 2 «Детский центр — Школа № 36»
- 3 «ул. КИМ — Обувная фабрика»
- 4 «Детский центр — Обувная фабрика»
- 5 «Радомская ул. — Жилгородок»
- 10 «Детский Центр — Жилгородок»
- 12 «Школа № 36 — Жилгородок»
- 13 «Стадион „Монолит“ — ул. Александра Матросова»
- СТ «ВгТЗ — пл. Чекистов»
- СТ-2 «ВгТЗ — Ельшанка»

Тем не менее 1 июля был отменён маршрут 1 «Мончегорская — Детский центр», а также временно приостановлена работа по маршрутам 6 «ул. КИМ— Школа № 36» и 7 «ул. КИМ — Жилгородок».
С 11 июля по 13 августа в связи с реконструкцией проезжей части закрывается участок:
- ул. Баррикадная от ул. Липецкая до ул. Циолковского

На время реконструкции временно отменён маршрут 3.
С 14 августа работа трамвайного маршрута 3 «ул. КИМ — Обувная фабрика» возобновлена.
1 сентября возобновлена работа маршрутов 6 «ул. КИМ — Школа № 36» и 7 «ул. КИМ — Жилгородок».
С 20 октября в связи с реконструкцией путей и контактной сети закрывается участок:
- проспект Ленина от станции «ВГТЗ» до станции «Стадион „Монолит“».

На время реконструкции временно отменён маршрут СТ и сокращён маршрут СТ-2 до станции «Стадион „Монолит“».
С 14 декабря после жалоб жителей и представления прокуратуры возобновил работу маршрута 1.
2021 год

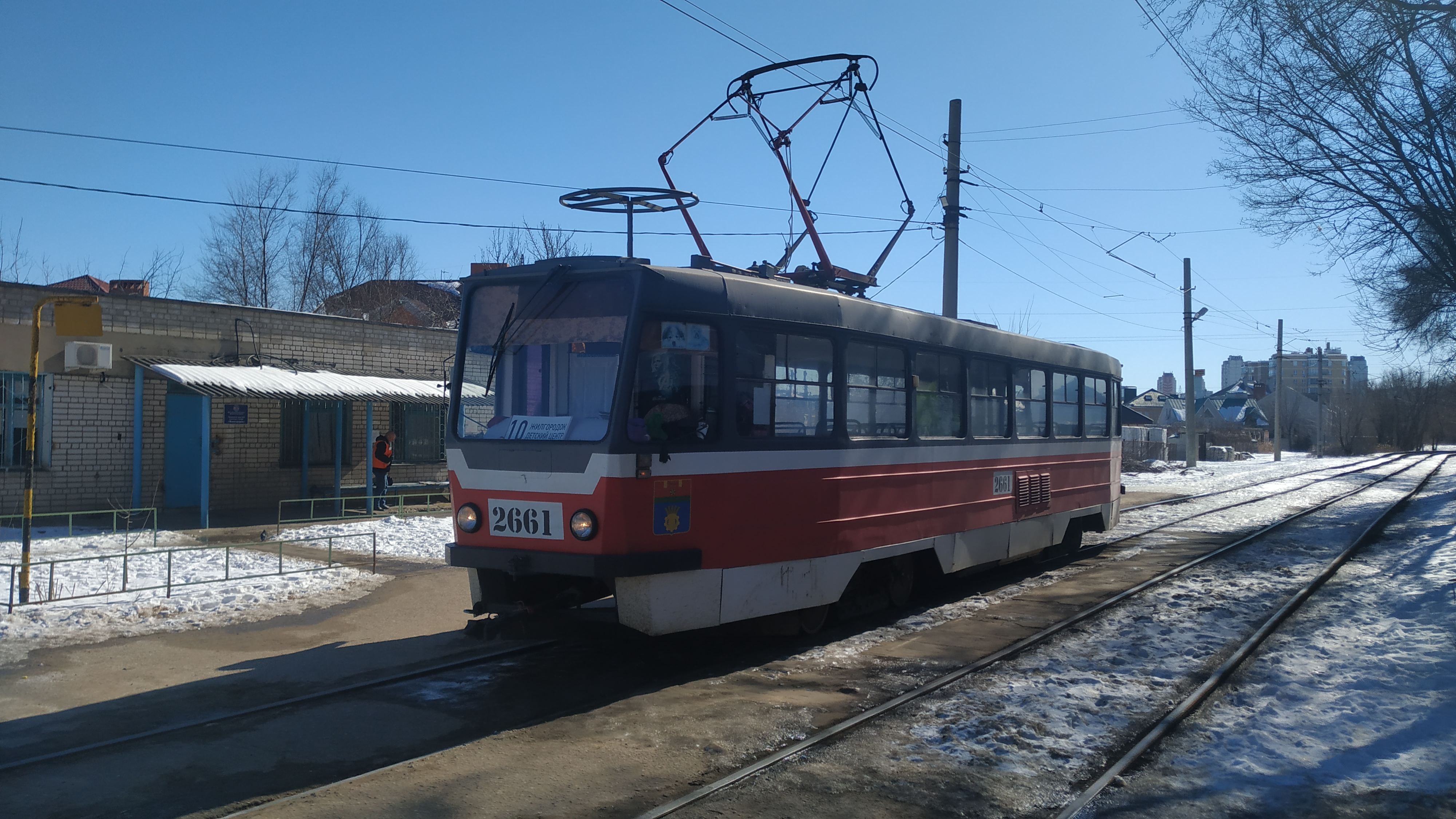
Модифицированный трамвай Tatra T3 на маршруте № 10 (разворотное кольцо «Жилгородок»)

С 19 апреля по 8 июня в связи со строительством новой ветки ливневой канализации и обновлением трамвайных путей закрывается участок:
- ул. Ангарская от остановки завод «Ахтуба» до конечной станции «Школа № 36»

На время ремонтных работ временно сокращаются маршруты 2, 6 и 12 до завода «Ахтуба».
С 9 июня работа ранее сокращённых маршрутов полностью возобновлена.
С 1 сентября возобновилось движение по маршруту СТ-2 до Тракторного завода.
2022 год

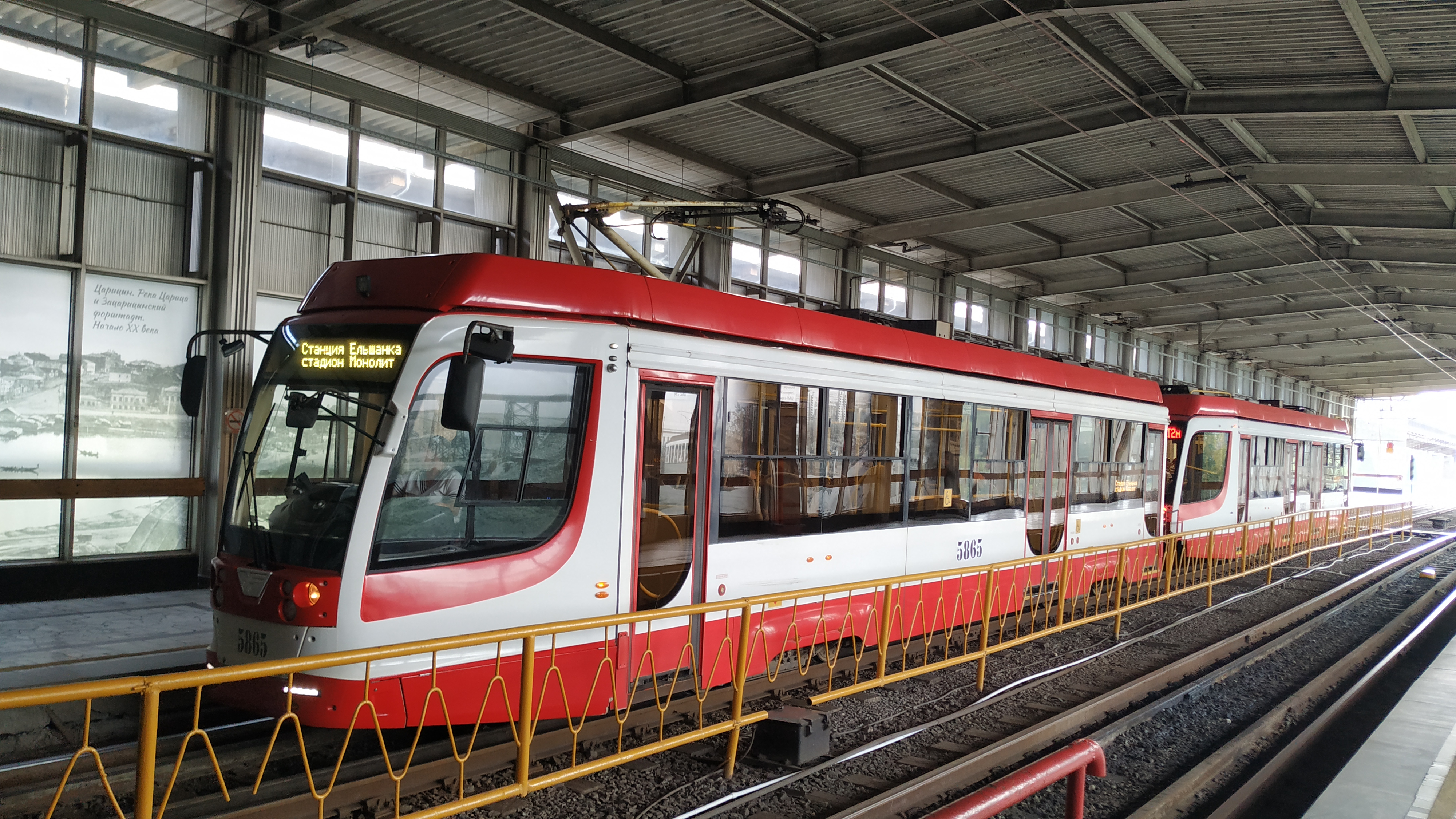
Трамвай 71-623-03 на маршруте СТ-2 (станция «Пионерская»)

С 17 января возобновилось движение по маршруту СТ «ВгТЗ — пл. Чекистов».
2023 год
С 20 мая в связи с реконструкцией путей и контактной сети закрывается участок:
- проспект Ленина от станции «Завод Баррикады» до станции «Гимназия № 14 (школа № 31)»

Маршруты СТ и СТ-2 работают в сокращённых границах:
- СТ «Стадион „Монолит“ — пл. Чекистов»
- СТ-2 «Стадион „Монолит“ — Ельшанка»

С 26 июня по 20 октября в связи с реконструкцией путей и контактной сети закрывается участок:
- проспект Ленина от станции «Гимназия № 14 (школа № 31)» до станции «39-я Гвардейская»

Маршруты СТ и СТ-2 временно приостанавливают свою работу.
С 21:00 30 июня по 7 июля в связи реконструкцией магистрального теплопровода у Самарского разъезда на улице Землячки закрывается движение трамваев:
- от остановки «Улица Хорошева» до конечной станции «Жилгородок»

Маршруты 5 и 10 следуют в границах «Улица Радомская — Улица Хорошева» и «Детский центр — Улица Хорошева» соответственно, маршруты 7 и 12 приостанавливают свою работу.
С 9 по 31 августа в связи с реконструкцией магистрального путепровода в Красноармейском районе закрывается движение трамваев на участке:
- от остановки «Улица Марийская» до конечной станции «Судоверфь»

Возле путепровода организована временная конечная остановка «Марийский мост». Маршрут 11 следует в границах «Марийский мост — Депо № 3» и «Марийский мост — АО „Каустик“».
2024
В апреле 2024 года в Волгоград привезли первые трамваи модели 71-911ЕМ «Львёнок».
С 13 мая реконструкцией линии в границах:
- от станции «Площадь Возрождения» до станции «ТРК „Европа Сити Молл“»

Маршруты СТ и СТ-2 временно сокращены до станции «Улица 39-й Гвардейской дивизии».
С 19 июня 13 вагонов модели 71-911ЕМ «Львёнок» вышли на маршрут 2.
С 25 июня по 30 октября в связи с реконструкции линии в районе остановки «Стадион „Монолит“» и в туннеле напротив проходной завода «Красный Октябрь» временно закрыты маршруты СТ и СТ-2
С 16 июля по 24 декабря в связи с проведением ремонтных работ на Краснознаменской улице прекращено движение трамваев в границах:
- от остановки «Улица Голубинская» до остановки «Детский центр»

Трамвайные маршруты следовали в изменённых границах:
- 1 «Радомская ул. — Мончегорская ул.» с возможностью бесплатной пересадки на другие трамвайные маршруты
- 2 «Школа № 36 — ул. КИМ»
- 4 «Школа № 36 — Обувная фабрика»
- 10 «Радомская ул. — Жилгородок»

В середине сентября прибыла вся партия трамваев 71-911ЕМ «Львёнок», поставки 24 трамваев в отделение трамвайного парка в Дзержинском районе (бывш. Трамвайное депо № 2) были полностью завершены.
В октябре трамваи 71-911ЕМ «Львёнок» вышли на маршрут 10.

## Описание системы

Схема трамвайных маршрутов в Волгограде, включая линии скоростного трамвая

Карта трамвайной линии в Красноармейском районе

По состоянию на 2023 год в Волгограде действует три несвязанные трамвайные сети:
- северная (маршруты: СТ, СТ-2, 13);
- центральная (маршруты: 1, 2, 3, 4, 5, 6, 7, 10, 12);
- южная (маршруты: 11).

Северная система состоит из линии скоростного трамвая и обычного маршрута 13. Эти две линии связаны путями, но разделены в плане организации маршрутной сети. Ранее в северной системе существовал маршрут 9, который частично использовал трассу скоростного трамвая, между остановками (станциями) «ВгТЗ» и «Стадион „Монолит“», но далее следовал по маршруту 13. Подвижной состав линии скоростного трамвая базируется в трамвайном парке.
На юге Волгограда находится изолированная трамвайная линия 11 маршрута, она связывает многоэтажные кварталы Красноармейского района и промзону.

### Скоростной трамвай
Волгоградский скоростной трамвай является автономной трамвайной системой с подземным и наземным пролеганием. Скоростной трамвай организационно входит в состав общей трамвайной сети Волгограда. Часть линии скоростного трамвая, пролегающая под землёй, построена по нормам метрополитена и не имеет аналогов в других городах России. В масштабах страны скоростной трамвай считается достопримечательностью — журнал Forbes (Российская версия) включил Волгоградский скоростной трамвай в список 12 самых интересных трамвайных маршрутов мира.
Протяжённость линии скоростного трамвая составляет 17,3 км, подземный участок — 7,3 км. Из 22 станций пять находится под землёй и одна крытая «Пионерская» — на эстакаде. Одна из наземных промежуточных конечных станций «площадь Чекистов» находится на ответвлении между входами в тоннели. Скоростной трамвай проезжает по пяти районам города: Тракторозаводскому, Краснооктябрьскому, Центральному, Ворошиловскому и Советскому.
При строительстве линии скоростного трамвая был решён ряд технических вопросов. Чтобы вагоны подходили к подземным платформам с нужной стороны, в начале и в конце центрального подземного участка тоннели перекрещиваются в разных уровнях, а специальная конструкция подвески контактной сети позволяет пантографу складываться при въезде в подземную часть линии.

## Маршруты
| Трамвайные маршруты |                            |                   | |                                                      |                                                                              |
| №                   | Конечные пункты            | Конечные пункты   | Остановки по маршруту | Информация                                           | Примечание                                                                   |
| СТ                  | Стадион «Монолит»          | Площадь Чекистов  | Завод «Красный Октябрь» — Ул. 39-й Гвардейской Дивизии — Пл. Возрождения — Дворец спорта — Мамаев курган — Стадион «Волгоград арена» — ЦПКиО — ТРК «Европа» — Площадь Ленина — Комсомольская — Пионерская | Время в пути: 21 мин.                                |                                                                              |
| СТ-2                | ВгТЗ (Тракторный завод)    | Ельшанка          | Хлебозавод № 4 — Автоцентр (Водоотстой) — Больница Ильича — Завод «Баррикады» — Гимназия № 14 (школа № 31) — Стадион «Монолит» — Завод «Красный Октябрь» — Ул. 39-й Гвардейской Дивизии — Пл. Возрождения — Дворец спорта — Мамаев курган — Стадион «Волгоград арена» — ЦПКиО — ТРК «Европа» — Площадь Ленина — Комсомольская — Пионерская — Профсоюзная — ТЮЗ | Время в пути: 42 мин.                                | Часть трамваев работает на участке "Стадион "Монолит" - Ельшанка"            |
| 1                   | Улица Мончегорская         | Детский центр     | Просвещения — Череповецкая — Острогожская — Кожгалантерейная фабрика — Радомская — Вагонное депо — Железнодорожный вокзал «Волгоград-2» — Буханцева — Моздокская — Ростовская — Строительный техникум — Голубинская — Краснознаменская | Время в пути: 27 мин. Расстояние маршрута: 6119 м.   |                                                                              |
| 2                   | Школа № 36                 | Детский центр     | Раздольная — Школа № 82 — Завод «Ахтуба» — Областная больница — Рокоссовского — Краснознаменская | Время в пути: 18 мин.                                |                                                                              |
| 3                   | Обувная фабрика            | Улица КИМ         | Рембыттехника — Завод Волгограднефтемаш — 35-я Гвардейская — Завод «Заря Волгограда» (Завод «Красная Заря») — Чебышёва — Волгоградский кооперативный институт (Чулочно-трикотажная фабрика) — Больница № 7 — Интернациональная — Кабардинская — Путепроводная — Череповецкая — Острогожская — Кожгалантерейная фабрика — Радомская — Вагонное депо — Железнодорожный вокзал «Волгоград-2» — Буханцева — Козловская — Рабоче-Крестьянская (Баррикадная) — Протезный завод — Ворошиловский торговый центр | Время в пути: 40 мин. Расстояние маршрута: 10 679 м. |                                                                              |
| 4                   | Обувная фабрика            | Детский центр     | Рембыттехника — Завод Волгограднефтемаш — 35-я Гвардейская — Завод «Заря Волгограда» (Завод «Красная заря») — Чебышёва — Волгоградский кооперативный институт (Чулочно-трикотажная фабрика) — Больница № 7 — Интернациональная — Кабардинская — Путепроводная — Череповецкая — Острогожская — Кожгалантерейная фабрика — Радомская — Вагонное депо — Железнодорожный вокзал «Волгоград-2» — Буханцева — Моздокская — Ростовская — Строительный техникум — Голубинская — Краснознаменская | Время в пути: 43 мин. Расстояние маршрута: 11 370 м. |                                                                              |
| 5                   | Улица Радомская            | Жилгородок        | Вагонное депо — Железнодорожный вокзал «Волгоград-2» — Буханцева — Моздокская — Ростовская — Строительный техникум — Голубинская — Рокоссовского — Кубанская — Маршала Жукова (Невская) — Двинская — Эльтонская — Завод газовой аппаратуры — Качинский рынок [ход — Жилгородок] — Академический колледж — Хорошева — Агентство воздушных сообщений (Кинотеатр «Экран») — Центр детского творчества (Дом пионеров) — Землячки — Академия МВД (Высшая следственная школа) — Волгоградский мясокомбинат — Народная ярмарка — ЖБИ — 51-я Гвардейская — Поликлиника № 18 — Культурно-досуговый комплекс — Лицей № 7                                | Время в пути: 53 мин. Расстояние маршрута: 13 729 м. |                                                                              |
| 6                   | Улица КИМ                  | Школа № 36        | Ворошиловский торговый центр — Протезный завод — Рабоче-Крестьянская (Баррикадная) — Козловская — Моздокская — Ростовская — Строительный техникум — Голубинская — Рокоссовского — Областная больница — Завод «Ахтуба» — Школа № 82 — Раздольная | Время в пути: 29 мин. Расстояние маршрута: 6786 м.   | Работает только по будним дням                                               |
| 7                   | Улица КИМ                  | Жилгородок        | Ворошиловский торговый центр — Протезный завод — Рабоче-Крестьянская (Баррикадная) — Козловская — Моздокская — Ростовская — Строительный техникум — Голубинская — Рокоссовского — Кубанская — Маршала Жукова (Невская) — Двинская — Эльтонская — Завод газовой аппаратуры — Качинский рынок [ход — Жилгородок] — Академический колледж — Хорошева — Агентство воздушных сообщений (Кинотеатр «Экран») — Центр детского творчества (Дом пионеров) — Землячки — Академия МВД (Высшая следственная школа) — Волгоградский мясокомбинат — Народная ярмарка — ЖБИ — 51-я Гвардейская — Поликлиника № 18 — Культурно-досуговый комплекс — Лицей № 7 | Время в пути: 54 мин. Расстояние маршрута: 13 833 м. | Работает только по будним дням                                               |
| 10                  | Жилгородок                 | Детский центр     | Лицей № 7 — Культурно-досуговый комплекс — Поликлиника № 18 — 51-я Гвардейская — ЖБИ — Народная ярмарка — Волгоградский мясокомбинат — Академия МВД (Высшая следственная школа) — Землячки — Центр детского творчества (Дом пионеров) — Агентство воздушных сообщений (Кинотеатр «Экран») — Хорошева — Качинский рынок [ход — Жилгородок] — Академический колледж — Завод газовой аппаратуры — Эльтонская — Двинская — Маршала Жукова (Невская) — Кубанская — Рокоссовского — Краснознаменская | Время в пути: 43 мин. Расстояние маршрута: 10 863 м. |                                                                              |
| 11                  | АО «Каустик»               | Судоверфь         | Монолитспецстрой (Железобетонстрой) (по требованию) — Полевая (по требованию) — Волгохимремонт (ВНПЗ) (по требованию) — Заводоуправление (по требованию) — Нефтезаводмонтаж (Опытно-экспериментальный завод) (по требованию) — Овощная база (по требованию) — Депо № 3 — Командира Рудь — ДК «Царицын» (ДК им. 50-летия Октября) — Клуб «Строитель» — Марийская — Кинотеатр «Юбилейный» — Канал им. Ленина — пр. им. Героев Сталинграда — Бульвар Энгельса | Время в пути: 34 мин. Расстояние маршрута: 10 197 м. | Вне часа пик большинство трамваев работают в границах «Судоверфь — Депо № 3» |
| 12                  | Жилгородок                 | Школа № 36        | Лицей № 7 — Культурно-досуговый комплекс — Поликлиника № 18 — 51-я Гвардейская — ЖБИ — Народная ярмарка — Волгоградский мясокомбинат — Академия МВД (Высшая следственная школа) — Землячки — Центр детского творчества (Дом пионеров) — Агентство воздушных сообщений (Кинотеатр «Экран») — Хорошева — Качинский рынок [ход — Жилгородок] — Академический колледж — Завод газовой аппаратуры — Эльтонская — Двинская — Маршала Жукова (Двинская) — Кубанская — Областная больница — Завод «Ахтуба» — Школа № 82 — Раздольная | Время в пути: 45 мин. Расстояние маршрута: 11 863 м. | Работает только по будним дням в часы пик                                    |
| 13                  | Улица Александра Матросова | Стадион «Монолит» | Нижнеамурская [ход — ул. Александра Матросова] — Хользунова — Триумфальная — Штеменко (Буковая) — Поддубного — Рынок «Северный» [ход — ул. Александра Матросова] — Ерёменко — Экономико-технический колледж — пр. Металлургов — Богунская — Кузнецова [ход — Стадион «Монолит»] | Время в пути: 20 мин. Расстояние маршрута: 4984 м.   |                                                                              |

## Трамвайные депо
В настоящее время в Волгограде имеется 3 трамвайных депо:
- Трамвайный парк в Краснооктябрьском районе (ул. Верхоянская, 12), обслуживающее маршруты СТ, СТ-2, 13. С 17 сентября 1971 года по 30 сентября 2018 года — трамвайное депо № 5.
- Отделение трамвайного парка в Дзержинском районе (ул. Ангарская, 52), обслуживающее маршруты 1, 2, 3, 4, 5, 6, 7, 10, 12. С 1 января 1950 года по 30 сентября 2018 года — трамвайное депо № 2.
- Трамвайное депо № 3 в Красноармейском районе (ул. 40 лет ВЛКСМ, 66), обслуживающее маршрут 11. С 6 ноября 1958 года по 26 марта 1969 года и с 16 апреля 2017 года — трамвайное депо № 3, с 27 марта 1969 года до 15 апреля 2017 года — трамвайно-троллейбусное депо № 3.

## Конечные станции

### Действующие
| Название                   | Маршруты     | Район             |
| -------------------------- | ------------ | ----------------- |
| ВгТЗ (Тракторный завод)    | СТ-2         | Тракторозаводский |
| Стадион «Монолит»          | 13, СТ       | Краснооктябрьский |
| Улица Александра Матросова | 13           | Краснооктябрьский |
| Детский Центр              | 1, 2, 4, 10  | Центральный       |
| Школа № 36                 | 2, 6, 12     | Дзержинский       |
| Жилгородок                 | 5, 7, 10, 12 | Дзержинский       |
| Улица КИМ                  | 3, 6, 7      | Ворошиловский     |
| Улица Радомская            | 5            | Ворошиловский     |
| Улица Мончегорская         | 1            | Ворошиловский     |
| Площадь Чекистов           | СТ           | Ворошиловский     |
| Ельшанка                   | СТ-2         | Советский         |
| Обувная фабрика            | 3, 4         | Советский         |
| Судоверфь                  | 11           | Красноармейский   |
| АО «Каустик»               | 11           | Красноармейский   |

### Резервные и служебные
- Улица Хорошева
- Завод «Ахтуба»
- Улица Триумфальная
- Гимназия № 14
- ТРК «Европа»
- Улица 7-й Гвардейской
- Улица Марийская
- Депо № 3

## Примечание
Комментарии
1. ↑  При оплате наличными — 35 рублей. При оплате банковской картой — 26 рублей. Стоимость проезда при оплате транспортной картой «Волна» зависит от выбранного тарифа. При универсальном тарифе каждая поездка стоит 26 рублей. При часовом безлимитном тарифе первая поездка стоит 35 рублей, последующие поездки в течение 60 минут бесплатны. При тарифе «120 минут» первая поездка стоит 27 рублей, последующие поездки в течение 120 минут — по 11 рублей[2].

Источники
1. ↑  Статистика. Пассажиропоток в метро Волгограда. Дата обращения: 6 февраля 2021. Архивировано 26 января 2021 года.
2. ↑  Тарифы. Волна. Транспортная карта города-героя Волгоград. ООО «Сити транспорт Групп–Поволжье» (2024). Дата обращения: 30 января 2025. Архивировано 13 мая 2023 года.
3. ↑  ВЭБ.РФ полностью профинансировал закупку «Львят» и «Невских» для Волгограда. Высота 102.0. Дата обращения: 9 января 2025. Архивировано 9 ноября 2024 года.
4. ↑  Сталинград | Президентская библиотека имени Б.Н. Ельцина. Дата обращения: 29 июня 2020. Архивировано 2 июля 2020 года.
5. ↑  33 модернизированных трамвая из Москвы приедут в Волгоград. volgograd.bezformata.ru. Дата обращения: 27 апреля 2018. Архивировано 28 апреля 2018 года.
6. ↑  Подробное расписание работы общественного транспорта Волгограда с 1 апреля. bloknot-volgograd.ru. Дата обращения: 5 февраля 2021.
7. ↑  Андрей Петров. В Волгограде трамвай № 1 окончательно заменили маршрутками. v1.ru (13 августа 2020). Дата обращения: 13 декабря 2020.
8. ↑  Движение на линии СТ от «ВГТЗ» до «Монолита» в Волгограде остановят 20 октября. v1.ru (17 октября 2020). Дата обращения: 5 февраля 2021. Архивировано 12 мая 2022 года.
9. ↑  В Волгограде возобновил работу трамвай № 1: расписание движения. v1.ru (14 декабря 2020). Дата обращения: 13 декабря 2020. Архивировано 14 декабря 2020 года.
10. ↑  В Волгограде три трамвая вернулись на обычные маршруты. Высота 102.0. Дата обращения: 15 июня 2021. Архивировано 16 июня 2021 года.
11. ↑  Обошлись без перерезания ленточек: в Волгограде запустили движение по недоделанной линии скоростного трамвая. v1.ru (1 сентября 2021). Дата обращения: 5 октября 2021. Архивировано 5 октября 2021 года.
12. 1 2  Новости - Официальный сайт администрации Волгограда. volgadmin.ru. Дата обращения: 3 июля 2023. Архивировано 3 июля 2023 года.
13. ↑  Новости - Официальный сайт администрации Волгограда. www.volgadmin.ru. Дата обращения: 7 июля 2023. Архивировано 6 июля 2023 года.
14. ↑  Названы сроки открытия трамвая на юге Волгограда. bloknot-volgograd.ru. Дата обращения: 23 августа 2023. Архивировано 29 октября 2023 года.
15. ↑  Есть даже USB-зарядки: в Волгоград привезли первые два трамвая «Львенок». V1.ру - новости Волгограда (1 апреля 2024). Дата обращения: 26 июня 2024. Архивировано 26 июня 2024 года.
16. ↑  В Волгограде на неопределенный срок закрыли скоростной трамвай. V1.ру - новости Волгограда (13 мая 2024). Дата обращения: 26 июня 2024. Архивировано 26 июня 2024 года.
17. ↑  У водителей «бабочек» не хватает: смотрим вживую на новых «Львят» в Волгограде. V1.ру - новости Волгограда (19 июня 2024). Дата обращения: 26 июня 2024. Архивировано 26 июня 2024 года.
18. ↑  Всё, приехали: в Волгограде полностью останавливают скоростной трамвай. V1.ру - новости Волгограда (22 июня 2024). Дата обращения: 26 июня 2024. Архивировано 26 июня 2024 года.
19. ↑  В Волгограде новые "Львята" заменили старые трамваи на популярном маршруте. TACC. Дата обращения: 25 декабря 2024.
20. ↑  Трамвайный маршрут №11 "Судоверфь - АО "Каустик" | МетроЭлектроТранс. www.gortransvolga.ru. Дата обращения: 20 апреля 2022. Архивировано 10 апреля 2021 года.
21. ↑  «Волгоградский скоростной трамвай». Большая российская энциклопедия (19 марта 2024). Дата обращения: 28 января 2025. Архивировано 28 января 2025 года.
22. ↑  12 самых интересных трамвайных маршрутов мира. Фото | ForbesLife (англ.). Forbes.ru (20 февраля 2012). Дата обращения: 20 апреля 2020. Архивировано 15 февраля 2019 года.
23. ↑  Волгоградский трамвай: пережить войну, уйти под землю и никогда не сдаваться. v1.ru (14 апреля 2018). Дата обращения: 20 апреля 2020.
24. ↑  Аппарат управления, депо | МетроЭлектроТранс. www.gortransvolga.ru. Дата обращения: 20 апреля 2020. Архивировано 22 апреля 2020 года.